# Саенко, Маргарита Ивановна
Маргарита Ивановна Саенко  (27 июля 1927 — 5 января 2013) — советский театральный критик, журналист и драматург.

## Биография
Начинала свою творческую деятельность во фронтовой дивизионной многотиражке. Затем окончила факультет журналистики Московского государственного университета (МГУ). Сотрудничала с различными периодическими изданиями, публиковала статьи в журналах «Театр» и «Искусство кино», работала специальным корреспондентом газеты «Советская культура»; «Театральная энциклопедия» в 1967 г. включила М. И. Саенко, работавшую в это время в Краснодаре, в перечень ведущих «театральных критиков периферии».
Спектакли по пьесам М. И. Саенко — в частности, «И вечный бой», «Другой не будет никогда», «Спроси себя», «Козетта»(инсценировка Гюго) и другим — шли на сценах Центрального детского театра, Белорусского театра юного зрителя, Московского областного театра комедии, Брянского областного театра и др. В 1980 г. спектакль Николаевского украинского театра драмы и музыкальной комедии по пьесе М. И. Саенко и Б. Л. Арова (1957) «Партизанская искра» (постановка А. Я. Литко) был удостоен Премии ЦК ЛКСМУ имени Н. Островского. Созданные М. И. Саенко сценарии театрализованных представлений, посвящённых 60-летию Октябрьской революции, 60-летию Всесоюзной пионерской организации имени В. И. Ленина, на протяжении 1970-80-х гг. распространялись Всесоюзным агентством по авторским правам.
Избиралась заместителем председателя Комитета московских литераторов. Член Союза журналистов РФ, член Союза театральных деятелей РФ.
Супруг — театральный режиссёр и прозаик Михаил Семёнович Серебро (умер в 2020 году).
Последние время жила в Западной Европе. Умерла 5 января 2013 года, похоронена на кладбище г.Нюрнберг.

Могила М.Саенко на кладбище г.Нюрнберга (Германия)